# Abbaye de Mönchberg
L'abbaye Saint-Michel de Mönchberg est une ancienne abbaye bénédictine à Mönchberg, dans le Land de Bade-Wurtemberg et le diocèse de Rottenburg-Stuttgart.

## Histoire
L'abbaye est construite sur les terres de l'abbaye de Hirsau au début du XIIe siècle pour la viticulture sur le Schönbuch. Peu de temps après, elle devint le centre administratif du « Gültsteiner Pflege », dirigé par le prieur de l'abbaye de Hirsau. Au XVIe siècle, l'abbaye est même appelé château. En 1491, la construction d'une nouvelle chapelle se fait avec la permission du vicaire général de Constance, en préservant l'ancien clocher du chœur roman. Peu après, tous les bâtiments sont remplacés, en particulier les cellules monastiques qui sont recouvertes de fresques de scènes bibliques en 1532.
L'abbaye est sécularisée en 1535 et remise au Wurtemberg.